# Marcilly-sur-Vienne
Marcilly-sur-Vienne település Franciaországban, Indre-et-Loire megyében. Lakosainak száma 556 fő (2022. január 1.). Marcilly-sur-Vienne Luzé, Nouâtre, Ports-sur-Vienne, Pouzay és Rilly-sur-Vienne községekkel határos.

## Népesség
A település népességének változása:
| Lakosok száma | 544  | 515  | 526  | 545  | 542  | 543  | 554  | 562  | 563  | 556  |
|               | 1968 | 1982 | 1990 | 2006 | 2013 | 2015 | 2017 | 2019 | 2020 | 2022 |